# Maison Louis-Hippolyte-La Fontaine (Boucherville)
Ne doit pas être confondu avec la maison Louis-Hippolyte-Lafontaine à Montréal
La maison Louis-Hippolyte-La Fontaine est une maison d'esprit français originellement érigée en 1766. Aujourd'hui, il s'agit d'un musée patrimonial situé à Boucherville, au Québec.

## Localisation
La maison dite Louis-Hippolyte-La Fontaine est située au 314 boul. Marie-Victorin, dans le parc historique De la Broquerie à Boucherville, au Québec.

## Historique
Érigée originellement en 1766 dans le vieux village de Boucherville à l'angle des rues Notre-Dame et Louis-Hippolyte-La Fontaine, l'édifice fut déménagé intégralement dans le parc De la Broquerie en 1964. 
La maison fut la résidence principale de Louis-Hippolyte La Fontaine durant son enfance, entre 1813 et 1820 jusqu'à son départ pour ses études au petit séminaire de Montréal.
La maison a été classée immeuble patrimonial le 16 mars 1965. Le 23 août 1976 une aire de protection est délimitée autour de la maison.
Le site patrimonial est un musée municipal de la Ville de Boucherville. Une exposition permanente est présentée au rez-de-chaussée.